# 織田無道
織田 無道（おだ むどう、本名：織田 礼介（おだ れいすけ）、1952年〈昭和27年〉8月8日 - 2020年〈令和2年〉12月9日）は、日本の僧侶、タレント。

## 来歴
神奈川県厚木市出身。自称織田信長の子孫。帝京大学法学部卒業。1980年代後半、臨済宗建長寺派圓光禅寺の第49代住職となる。1990年代、「とんねるずの生でダラダラいかせて!!」などのバラエティー番組に「霊能者」として出演して人気を博した。その風貌や行動は宮尾すすむのアドバイスによるところが大きかったが、本人は当時を「出過ぎだった」と振り返っている。
2002年（平成14年）9月11日に、宗教法人の乗っ取りを図り虚偽の登記を行ったとして、公正証書原本不実記載・同行使の容疑で逮捕。織田自身は無実を主張したが、懲役2年6か月・執行猶予4年の有罪判決を受けた。2007年、格闘技イベントの開催トラブルを起こした（後述）。
2007年（平成19年）9月16日、代々木第二体育館にて「無道Spirit」なる格闘技イベントを開催した。東京ドーム、大阪ドーム、さいたまスーパーアリーナ、全日空ホテル、中国政府からの招聘での上海大会、台湾政府からの招聘での台湾大会、ラスベガスのマリオットホテルからの招待で1か月連続公演と日程が決まっていたが大会不履行になる。また、イベント開催に際し「旧皇族の東久邇宮家が所有し、私が換金を任されている」という米100万ドル札（米政府は100万ドル札を発行していない）の束をイギリスの銀行に数百億円に換金しに行ったことが同行した関係者より「週刊新潮」で証言された。
2009年、石川県加賀市作見町の豊星寺（旧・ユートピア加賀の郷）の住職に就任するも、従業員と給与不払いなどのトラブルを起こしたと報じられた。
2014年（平成26年）3月には日刊ゲンダイの取材を受け、久々にメディアの前に姿を現す。2014年（平成26年）の時点でいくつかの寺の住職を務めていたほか（具体的な寺の名前は「檀家さんやご近所に迷惑がかかる」として非公表）、東南アジアでエビの養殖ビジネスも手がけていた。
晩年は癌の闘病生活を送り、2018年（平成30年）6月には大腸がんのステージ4を宣告された。余命1年とされながら、2019年12月には自身のYouTubeチャンネルを開設し、動画配信活動を行っていた。2020年（令和2年）12月9日死去。68歳没。死去の際の日刊スポーツの取材に対して圓光禅寺は「既に一般人なので、コメントは差し控えさせていただきます」と回答している。
2023年時点で映像コンテンツ権利処理機構に登録された。

## 人物
身長175cm、体重75㎏、血液型はA型。
豪快かつ型破りな性格であり、酒は小学校6年の頃から飲んでいたなど、「僧侶としての禁忌は全て破った」と語っている。また、僧侶であるにもかかわらず肉類を好んで食していた。他には性欲が非常に強い事を公言しており、初めて女性の体を知ったのは13歳のときであるという。
柔道は豪四会館豪四流に師事。柔道2段・空手3段を所有しており世田谷区大会柔道青年の部で優勝経験を持つ。
「灯篭のある家には必ず霊がいる」等、僧侶というより霊能力者的な発言が多い。
プライベートではカーマニアとして知られ、ランボルギーニ・カウンタック・ウォルター・ウルフ仕様（初号車。『蘇える金狼』で松田優作演ずる主人公が乗っていたこともある）を所有していた。

## 圓光禅寺
神奈川県厚木市にあり、1200年の歴史を持つと言われる。本尊には円光観世音菩薩（三十三観音のうちのひとつ）などが置かれ、1000の檀家を有する。
詳しくは、圓光禅寺を参照。

## 出演作品

### テレビドラマ
- 金田一少年の事件簿 雪夜叉伝説殺人事件（1995年、日本テレビ） - コメンテーター 役（特別出演）
- 聖龍伝説 第8話「最愛の人の裏切り! 脱獄した母を襲う殺人魔術拳の罠」（1996年、日本テレビ） - 幽元 役
- ドラマ愛の詩 ズッコケ三人組 第7話（1999年、NHK） - 月形幽鬼斎 役
- 恋の神様 第5話（2000年、TBS）
- 京極夏彦 「怪」 第3話「赤面ゑびす」（2000年7月20日、WOWOW） - 鮫 役

### 映画
- お墓がない!（1998年、松竹） - 山田 役
- 借王シャッキング4（1998年） - 朝内製薬副社長 役
- 平成金融道 マルヒの女（2000年） - 葛原 役
- 風雲児 長者番付に挑んだ男（2006年）

### Vシネマ
- 幽幻怪社 事件ファイル00 始まりは妖しくも華やかに（1994年）
- 新・男樹（1997年） - 鉄観 役
- 新・男樹2（1997年） - 鉄観 役
- くノ一忍法伝 紅の刃 〜女淫恋獄抄〜（2000年）
- 修羅のみちシリーズ
  - 修羅のみち8 大阪最終血戦（2003年） - 金融財政担当大臣 桑原宗徳 役
  - 修羅のみち11 四国最終戦争（2004年） - 関東共住会常任顧問 萩原一家総長 萩原秀徳 役
- セーラー服天使、少女のうた（2009年）

### バラエティほか
- とんねるずの生でダラダラいかせて!!
- GyaOジョッキー「小出由華の見ちゃえばいいじゃん!」
- ここがヘンだよ日本人
- 浅草橋ヤング洋品店
- めちゃ×2イケてるッ!「修学旅行で超×4+1いい感じスペシャル!!」
- オールスター感謝祭[17]

## 著書
- 霊界革命児（ファンハウス、1992年）
- 織田無道のミステリー・ツアーへようこそ（スターツ出版、1994年）
- 悪霊退治―人生を強く生き抜く（パラス、1994年）
- 織田無道の恐怖之除霊物語（リイド社、1998年）
- 織田無道の心霊写真（リイド社、1999年）
- 悪霊退散!とっておきの恐怖体験（ベストセラーズ、2000年）
- 霊障無心（エムウェーブ、2000年）
- 外道、非道、織田無道―天下無敵のピカレスク（モッツ出版、2004年）

## ディスコグラフィー
- めぐりあえた奇跡に with広田美稀／やがて来る明日のために（1995年、東芝EMI）